# 丁木错
丁木错，又作登么错，是中国西藏自治区日喀则市定日县东部一座淡水湖，位處朋曲北岸。湖面海拔4255米，面积11.1平方公里。湖区年均气温约2℃，年均降水量300毫米。属恒河水系，湖水主要靠地表径流补给，集水区面积154.9平方公里。湖水从南端流出汇入朋曲。